# Майкоп (городской округ)
Город Майко́п (адыг. Мыекъуапэ къалэ округ) — городской округ в составе Республики Адыгея Российской Федерации. Образован в границах Майкопского республиканского городского округа.
Административный центр — город Майкоп.

## География
Расположен в центральной части Республики Адыгея.
Площадь территории городского округа составляет 283,58 км², из них 109,62 км² (38,7 %) приходятся на земли населённых пунктов.
Граничит на севере с Гиагинским, на востоке и юге — с Майкопским районами Адыгеи, а на западе — с Белореченским районом Краснодарского края.

## История
Статус города республиканского значения был подтверждён Законом от 5 мая 2000 года.
Законом от 24 мая 2004 года было создано муниципальное образование город Майкоп, наделённое статусом городского округа.

## Население
| 1959     | 1970     | 1989     | 2002     | 2010     | 2011     | 2012     |
| -------- | -------- | -------- | -------- | -------- | -------- | -------- |
| 82 135   | ↗110 212 | ↗165 222 | ↗175 753 | ↘166 540 | ↘166 367 | ↗167 002 |
| 2013     | 2014     | 2015     | 2016     | 2017     | 2018     | 2019     |
| ↗167 559 | ↗167 620 | ↘167 353 | ↘167 350 | ↘166 708 | ↘165 279 | ↘163 748 |
| 2020     | 2021     | 2023     | 2024     | 2025     |          |          |
| ↗164 575 | ↗167 658 | ↘163 766 | ↘161 898 | ↘161 818 |          |          |

### Урбанизация
Городское население (город Майкоп) составляет 85.26 % от всего населения округа.

### Национальный состав
По итогам переписи населения 2020 года проживали следующие национальности (национальности менее 0,2 % и другое см. в сноске к строке «Другие»):
| Национальность  | Численность, чел. | Доля     |
| --------------- | ----------------- | -------- |
| Русские         | 101 430           | 60,50 %  |
| Адыги (Черкесы) | 29 772            | 17,76 %  |
| Армяне          | 3 772             | 2,25 %   |
| Украинцы        | 1 082             | 0,65 %   |
| Татары          | 641               | 0,38 %   |
| Греки           | 616               | 0,37 %   |
| Туркмены        | 464               | 0,28 %   |
| Чеченцы         | 378               | 0,23 %   |
| Другие          | 29 503            | 17,58 %  |
| Итого           | 167 658           | 100,00 % |

### Половозрастной состав
По данным Всероссийской переписи населения 2010 года:
| Возраст     | Мужчины, чел. | Женщины, чел. | Общая численность, чел. | Доля от всего населения, % |
| ----------- | ------------- | ------------- | ----------------------- | -------------------------- |
| 0 — 14 лет  | 13 296        | 12 476        | 25 772                  | 15,47 %                    |
| 15 — 59 лет | 49 857        | 57 644        | 107 501                 | 64,55 %                    |
| от 60 лет   | 11 684        | 21 573        | 33 257                  | 19,97 %                    |
| не указано  | 6             | 4             | 10                      | 0,01 %                     |
| Всего       | 74 843        | 91 697        | 166 540                 | 100,0 %                    |

Мужчины — 74 843 чел. (44,9 %). Женщины — 91 697 чел. (55,1 %).
Средний возраст населения: 39,2 лет. Средний возраст мужчин: 36,3 лет. Средний возраст женщин: 41,5 лет.
Медианный возраст населения: 38,0 лет. Медианный возраст мужчин: 34,4 лет. Медианный возраст женщин: 41,2 лет.

## Населённые пункты
В городской округ входят 9 населённых пунктов, в том числе город республиканского значения и подчинённые ему 8 сельских населённых пунктов. 
| № | Населённый пункт | Тип нп  | Площадь (км²) | Население (чел.) | Доля от населения (%) |
| - | ---------------- | ------- | ------------- | ---------------- | --------------------- |
| 1 | Майкоп           | город   | 69,64         | ↘137 965         | 85,26 %               |
| 2 | Весёлый          | хутор   | 1,05          | ↘571             | 0,35 %                |
| 3 | Гавердовский     | хутор   | 5,59          | ↘4702            | 2,91 %                |
| 4 | Западный         | посёлок | 1,45          | ↘3859            | 2,38 %                |
| 5 | Косинов          | хутор   | 0,57          | ↘318             | 0,2 %                 |
| 6 | Подгорный        | посёлок | 1,52          | ↘588             | 0,36 %                |
| 7 | Родниковый       | посёлок | 3,36          | ↘1265            | 0,78 %                |
| 8 | Северный         | посёлок | 4,51          | ↗1478            | 0,91 %                |
| 9 | Ханская          | станица | 21,92         | ↘11 152          | 6,89 %                |

## Органы местного самоуправления
Структуру органов местного самоуправления составляют: 
- Совет народных депутатов,
- Глава муниципального образования (глава администрации),
- Администрация муниципального образования,
- Контрольно-счётная палата муниципального образования.

Глава администрации городского округа
- Митрофанов Геннадий Алексеевич.

Председатель Совета народных депутатов
- Джаримок Азмет Еристемович.

Список депутатов городского Совета Народных депутатов муниципального образования «Город Майкоп» IV созыва (2018-2023).
| Агиров Руслан Асланович           |
| Александров Александр Геннадьевич |
| Апажихов Султан Нурбиевич         |
| Афашагов Рамазан Алиевич          |
| Берзегова Асета Муратовна         |
| Величко Михаил Фиоктистович       |
| Глухоедов Игорь Алексеевич        |
| Грунин Евгений Анатольевич        |
| Джаримок Азмет Еристемович        |
| Донежук Мурат Юсуфович            |

| Ильясов Алям Шагиевич           |
| Ким Александр Афанасьевич       |
| Коваленко Александр Васильевич  |
| Кононова Владлена Николаевна    |
| Кузнецов Максим Сергеевич       |
| Кутенков Виктор Викторович      |
| Мамий Алий Салатчериевич        |
| Мекерова Светлана Александровна |
| Мухина Ирина Александровна      |
| Панеш Заур Русланович           |

| Самоквитов Алексей Алексеевич    |
| Сикунова Татьяна Александровна   |
| Ситникова Марина Сергеевна       |
| Смагина Марина Павловна          |
| Тростенецкий Владимир Михайлович |
| Хачетлев Рустам Денисович        |
| Хохлов Дмитрий Александрович     |
| Хуратов Бислан Асланович         |
| Шеуджен Руслан Арамбиевич        |
| Юрьев Николай Александрович      |